# シェパード諸島

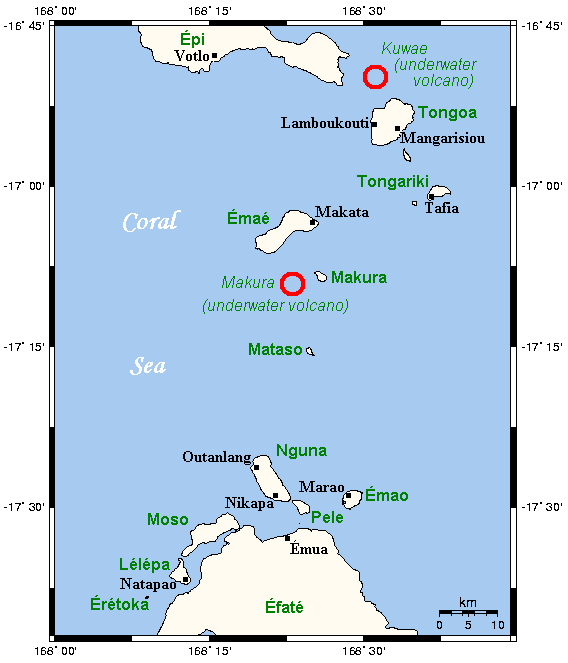
Shepherd Islands and associated underwater volcanoes

シェパード諸島(英語: Shepherd Islands)はバヌアツのシェファ州のエピ島からエファテ島の間に存在する諸島。合計の面積は88平方キロメートルで、2009年バヌアツ国勢調査では人口は3,634人。
主要な島は北から順にライカ・トンゴア・トンガリキ・エマエ・マキラ・マタソ・モヌメントといった島であり、エファテ島北部にはヌグナ、エマオ、モソ、レレパなどの島が存在する。エマエとトンゴアがこの諸島の中では大きい。
有名な海底火山クワエや、マクラなどが存在する。シェパード諸島はおおむねこれらの火山の外輪部にあたる部分である。
最高地点はエマエ島にあり、海抜644メートル。トンガリキにも500メートルの地点が存在する。

## 言語
多くの島の民族構成はバヌアツの多くの島と同じくメラネシア人であるが、エマエ島では域外ポリネシア人が居住している。エマエ島以外ではフトゥナ語が話されているが、エスノローグによると2言語とされ、北エファテ語がトンゴアで、ナマクラ語がマタソ・マキラ・トンゴア・トンガリキで話されている。これらはエファテ島でも話される言語であり、これらは互いに近い関係にあり、エファテの他の言語や中央バヌアツ語と共に中央バヌアツ語に含まれている。